# Kabansa
Kabansa è un ward dello Zambia, parte della Provincia Centrale e del Distretto di Serenje.